# San Antonio de las Huertas
San Antonio de las Huertas es una localidad del estado mexicano de Guerrero. Es parte del municipio de Tlapehuala.

## Toponimia
El nombre «San Antonio» hace referencia al santo patrono de la localidad: Antonio de Padua.

## Demografía
| Gráfica de evolución demográfica |
|                                  |

| Censo | Población |
| ----- | --------- |
| 1950  | 339       |
| 1960  | 572       |
| 1970  | 855       |
| 1980  | 1 144     |
| 1990  | 1 374     |
| 2000  | 2 130     |
| 2010  | 1 816     |
| 2020  | 2 040     |